# Macizo
En geología, macizo es una sección de la corteza terrestre, que está demarcada por fallas o fisuras, en áreas rocosas, o en materiales sólidos. En el movimiento de la corteza, un macizo tiende a retener su estructura interna al ser desplazado en su totalidad. El término es usado también para referirse a un grupo de montañas.
Un ejemplo es el Macizo de Brasilia.

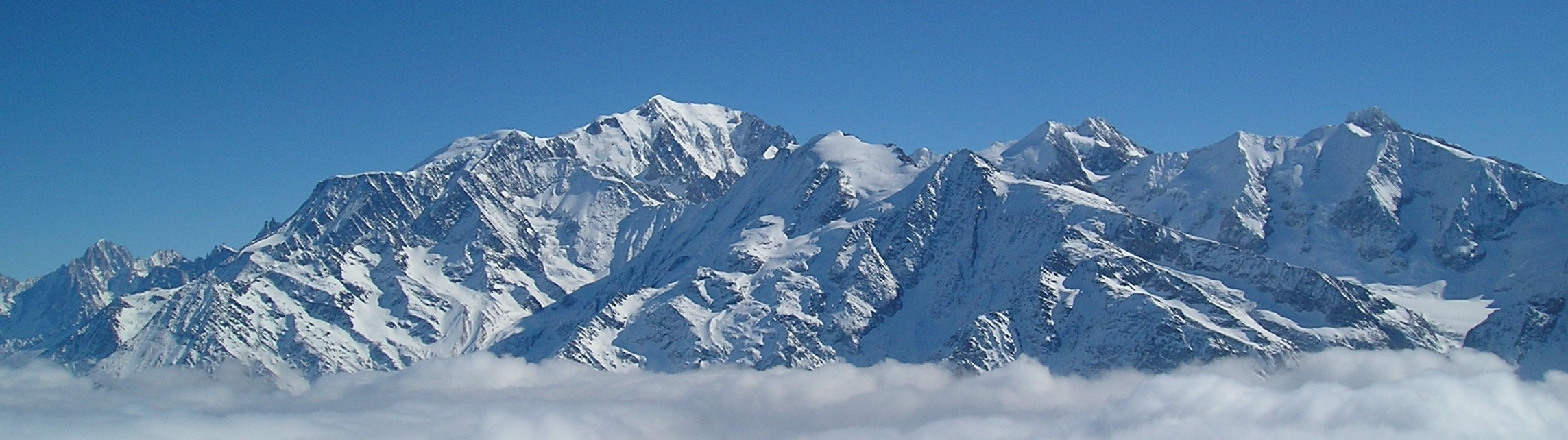
Vista panorámica del macizo de Mont Blanc, ejemplo de macizo y además la cumbre más alta de los Alpes.

La palabra proviene del francés massif, donde es utilizada para referirse a una gran masa montañosa o a un grupo compacto de montañas conectadas que forman una porción independiente de tierra. Uno de los ejemplos europeos más destacados de un macizo es el Macizo Central en la región de Auvernia, en Francia.
Un ejemplo de macizo montañoso sería también el cerro del muerto en Aguascalientes.
Algunos macizos están constituidos por rocas ígneas plutónicas, es decir, rocas que se formaron por la lenta cristalización del magma bajo tierra, y estas fueron levantadas por efectos tectónicos. El Macizo del Huascaran en la Cordillera Blanca (Perú) es un buen ejemplo, ya que está compuesto por granitos, la roca plutónica más típica, otro buen ejemplo es el macizo Illimani, en Bolivia, formado por monzonitas y tonalitas. A este tipo de macizos se les llama «macizos plutónicos».
En la literatura de montañismo y escalada, un macizo es usado frecuentemente para denotar la masa principal de una montaña individual.
En la geología, un macizo es un conjunto de montañas que culmina en uno o más picos. Los macizos son las montañas más bajas, y están muy desgastadas por las causas internas.

## Macizos en el mundo
Antártida
- Macizo Vinson (Antártida)

África
- Adrar Des Ifoghas (Malí)
- Macizo Kilimanjaro (Kenia)

América
- Cordillera Paine (Chile)
- Cerro Chirripó (Costa Rica)
- Macizo del Huascarán (Perú)
- Macizo Colombiano (Colombia)
- Macizo Chartreuse (Francia)

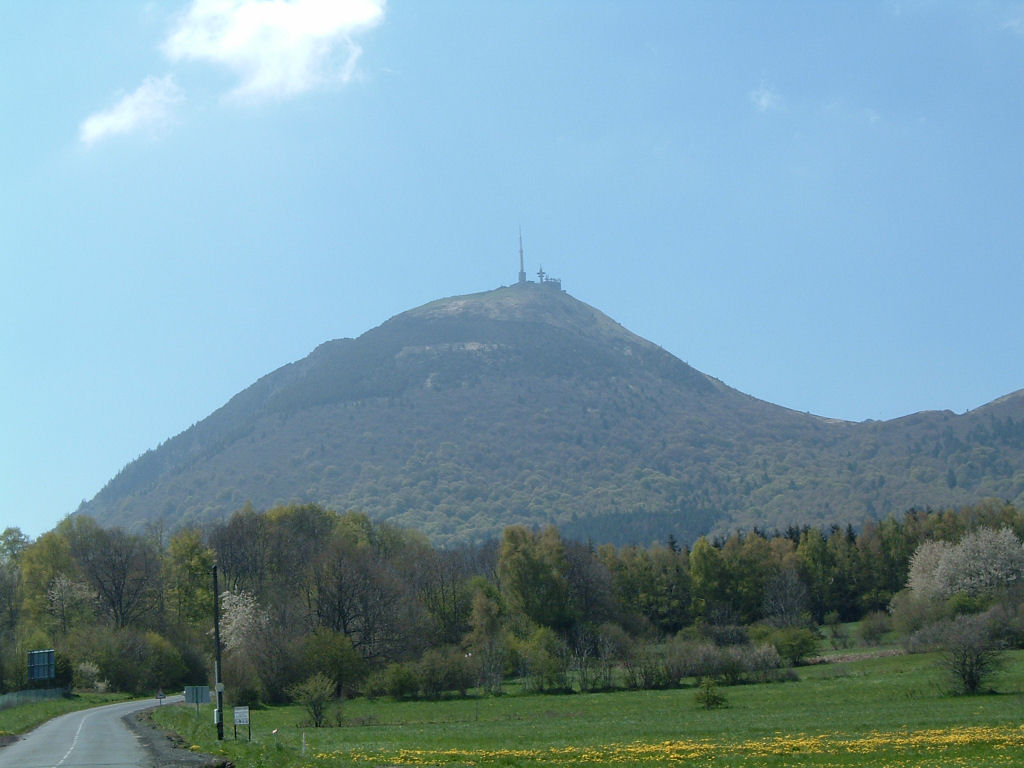
Puy de Dôme, en el Macizo Central francés.

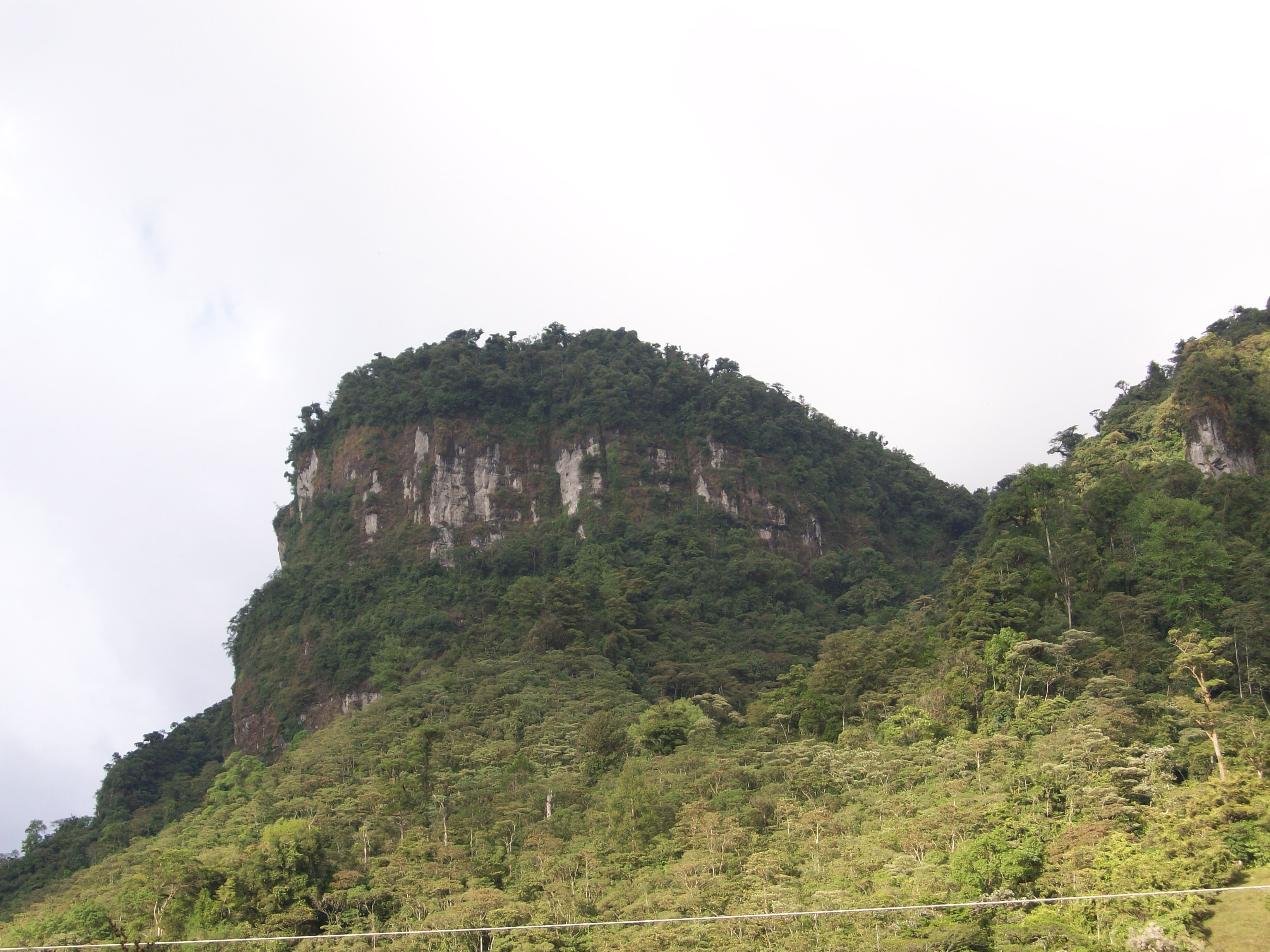
Macizo de Peñas Blancas en la Reserva Bosawás, en Jinotega, Nicaragua.

- Macizo Laurentino (Quebec, Canadá)
- Macizo Guayanés (Venezuela, Guyana, Brasil, Surinam, Colombia)
- Macizo Logan (Yukón, Canadá)
- Macizo de Itatiaia (Minas Gerais, Brasil)
- Macizo de Baturité (Ceará, Brasil)
- Macizo de Brasilia (Argentina/Bolivia/Brasil/Paraguay/Uruguay)
- Macizo Patagónico (Argentina)
- Macizo Acahay (Paraguay)
- Macizo del Norte (Haití/República Dominicana)
- Macizo de Peñas Blancas-Reserva Bosawás (Jinotega, Nicaragua)

Asia
- Macizo de Annapurna (Nepal)
- Cume Kugitangtau (Turkmenistán)
- Macizo Kondyor (Rusia)
- Macizo Panchchuli (India)

Europa
- Macizo de Atlantis (parte de la dorsal mesoatlántica, en el Océano Atlántico)
- Macizo Armoricano (Francia)
- Macizo Central (Francia)
- Macizo Montgris (España)
- Macizo Galaico (España)
- Macizo Vitosha (Bulgaria)
- Macizo Hespérico (España)
- Macizo Aquitania (España/Francia)
- Macizo Ebro (España)
- Macizo Betico-Rifeño (España)
- Macizo Galáico-Portugués (España/Portugal)